# Seismologi
Seismologi (av grek. seismos "skakning", "jordbävning") är läran om jordbävningar.

## Svenska seismologer
- Markus Båth (1916–2000)
- Rutger Wahlström (1947–)